# Wen-ti (Chan)
Wen-ti (čínsky pchin-jinem Wéndì, znaky 文帝; 203 př. n. l. – 6. června 157 př. n. l.), vlastním jménem Liou Cheng (čínsky pchin-jinem Liú Héng, znaky zjednodušené 刘恒, tradiční 劉恆), plným posmrtným jménem Siao-wen chuang-ti (čínsky pchin-jinem Xiàowén huángdì, znaky 孝文皇帝 byl pátý císař dynastie Chan, vládnoucí v letech 180–157 př. n. l.

## Život
Liou Cheng byl jedním z mladších synů Kao-cua, zakladatele a prvního císaře říše Chan a jedné z jeho konkubín, paní Po. Roku 196 byl jmenován knížetem (resp. králem) z Taj. Ve svém údělu se udržel i po smrti otce (195 př. n. l.) za panování císařovny Lü, která držela moc místo loutkových císařů. Po její smrti, a svržení rodu Lü, byl dvorskými hodnostáři vybrán novým císařem.
Jeho vláda byla obdobím politické stability, panovník vládl ve shodě s ministry, přední z nich byli Čchao Cchuo, Ťia I. Pod jejich vlivem a vlivem své císařovny tíhnoucí k taoismu se vystříhal přílišného utrácení. Snížil pozemkovou daň na třicetinu úrody, omezil robotní povinnosti poddaných. Současně vláda budovala kanály a hráze, podporovala růst produkce hedvábí a obilí.